# 鳥威し
鳥威し（とりおどし）は、田畑の穀物を野鳥の食害から守るため、鳥を追い払うために田畑に設置して用いられるものの総称。

## 概要
鳥威しは姿によって鳥を脅かすものと音によって鳥を脅かすものがある。前者には案山子（かかし）、後者には鳴子（なるこ）や引板（ひた、ひきいた、ひいた）などが古くからある。
そのほか、現代になるとビニール製の風船に大きな目玉を描いたものやCDを吊るしたり、キラキラと光る細いテープを張り巡らしたりする例もある。ごく近年では火薬を用いて空砲を撃つことも行われる。

## 田畑以外の用途
鉄道の駅舎などでは、鳥類による糞害や営巣などを防ぐために、鋭い針を使って鳥が居座らない道具（鉄条網）も設置されている。